# Gilles Chigard
Gilles Chigard né le 30 avril 1985 à Saint-Maur-des-Fossés (Val-de-Marne) est un joueur français de basket-ball.

## Carrière
- 2003-2004 :  Paris Basket Racing (Pro A)
- 2004-2005 :  Eger
- 2005-2006 :  Entente Le Chesnay Versailles 78 Basket (NM3)
- 2006-2007 :  Entente Orléanaise 45 (Pro A)
- 2007-2008 :  Saint-Quentin BB (Pro B)
- 2008-2009 :  Saint-Quentin BB (Pro B)
- 2009-2010 :  Stade de Vanves (NM2)